# Eppingen
Eppingen (in alemanno Ebbinge) è un comune tedesco di 21 369 abitanti, situato nel land del Baden-Württemberg.